# 佩文詩韻
『佩文詩韻』（はいぶんしいん）は、中国清代に編纂された官方韻書。康熙55年（1716年）成書。
国家官吏登用試験である科挙の作詩の参考書として編纂され、宋代の『礼部韻略』に相当する。平水韻106韻を採り、平声・上声・去声・入声の四声に分ける。同じく康熙年間に作られた『佩文韻府』の簡略版あるいは熟字を収めない単字本と言うことができる。10,235字を収録する。同韻内では常用字を前にして罕用字を後にし、また字ごとに反切の情報を加えている。